# Watsonarctia rosea
Watsonarctia rosea là một loài bướm đêm thuộc phân họ Arctiinae, họ Erebidae.